# Goliath (Schiff)
Der Watten-Bergungsschlepper B.M.S. Goliath war ein deutsches Museumsschiff. Der Stapellauf war am 30. April 1941 im zur Deschimag gehörenden Werk Seebeck in Wesermünde. Am 22. Oktober desselben Jahres wurde das Schiff an die Bugsier-, Reederei und Bergungs-AG in Hamburg übergeben.

## Einsatz

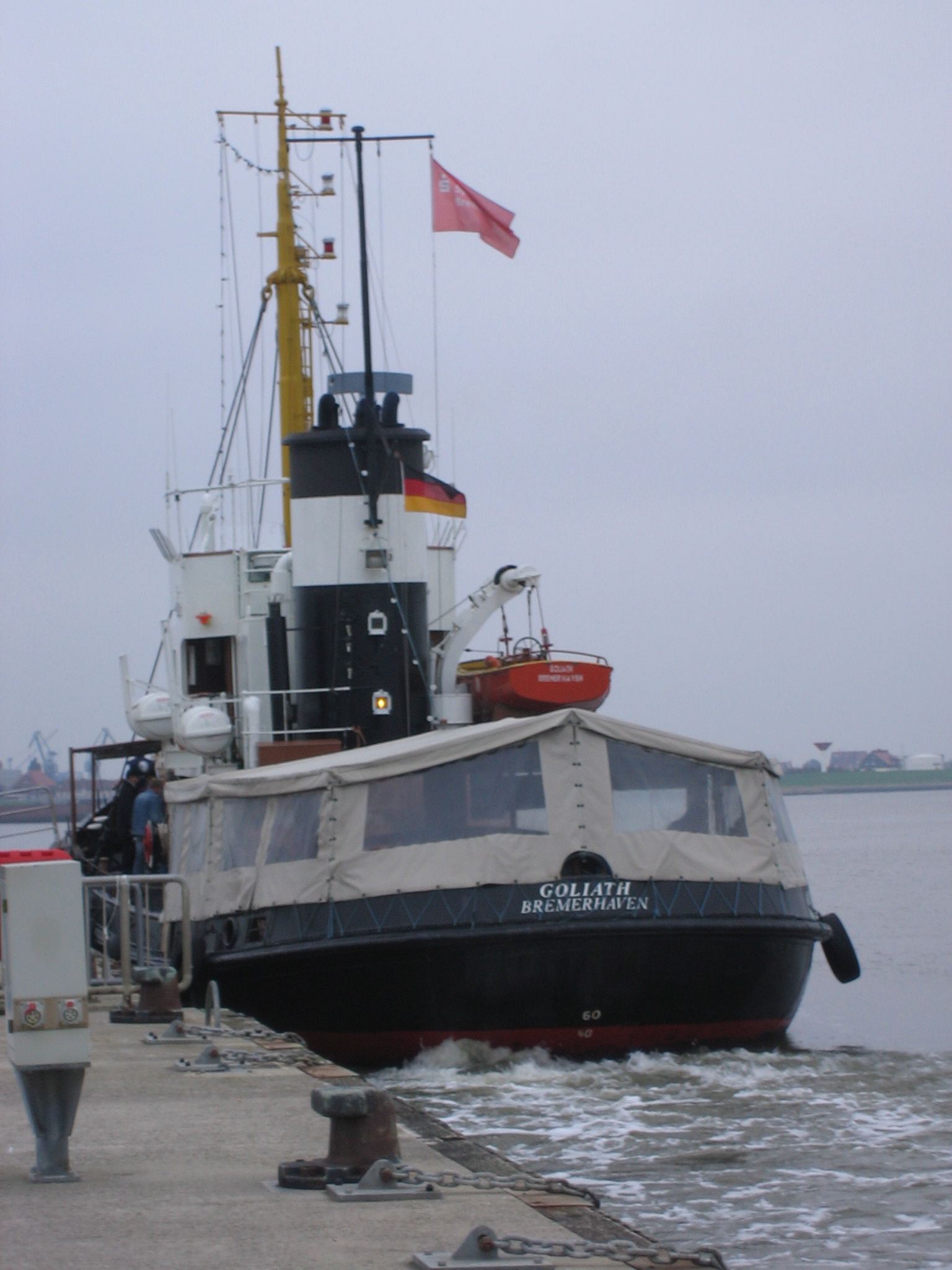
Der Schlepper Goliath an der Seebäderkaje in Bremerhaven. Das Heck ist mit einer Plane überspannt.

Das Schiff hatte eine Zugkraft von neun Tonnen, seine Bergungswinde auf dem Deck sogar 32 Tonnen. Der Laderaum hatte eine maximale Kapazität von fünf Tonnen. Durch seine Rumpfform, die einem Plattbodenschiff ähnelt, ist der Schlepper besonders für die flachen Gewässer des Wattenmeeres in der Wesermündung geeignet. 
In den Anfangsjahren diente Goliath bei der Kriegsmarine im Bergungs- und Seenoteinsatz und im Anschluss daran nach dem Zweiten Weltkrieg als Versorger von zwei Hebeschiffen, die in der Nordsee und speziell in Flussmündungen zahlreiche Wracks hoben. 1961 half er bei der Bergung des US-amerikanischen Frachters Hoosier State, der am 21. März jenes Jahres infolge einer schweren Sturmflut vor Bremerhaven an Land gedrückt worden war. Fünf Jahre darauf tauschte man die alten Zweitakt-Sechszylindermotoren gegen Sechszylinder-Viertaktmotoren aus.
Der Schlepper war jedoch nicht ausschließlich in deutschen Gewässern im Einsatz: In den Jahren 1974 und 1975 wurde er in den Sueskanal beordert, um bei der Bergung von Schiffen zu helfen, die dort im Sechstagekrieg von 1967 gesunken waren.

## Museumsschiff

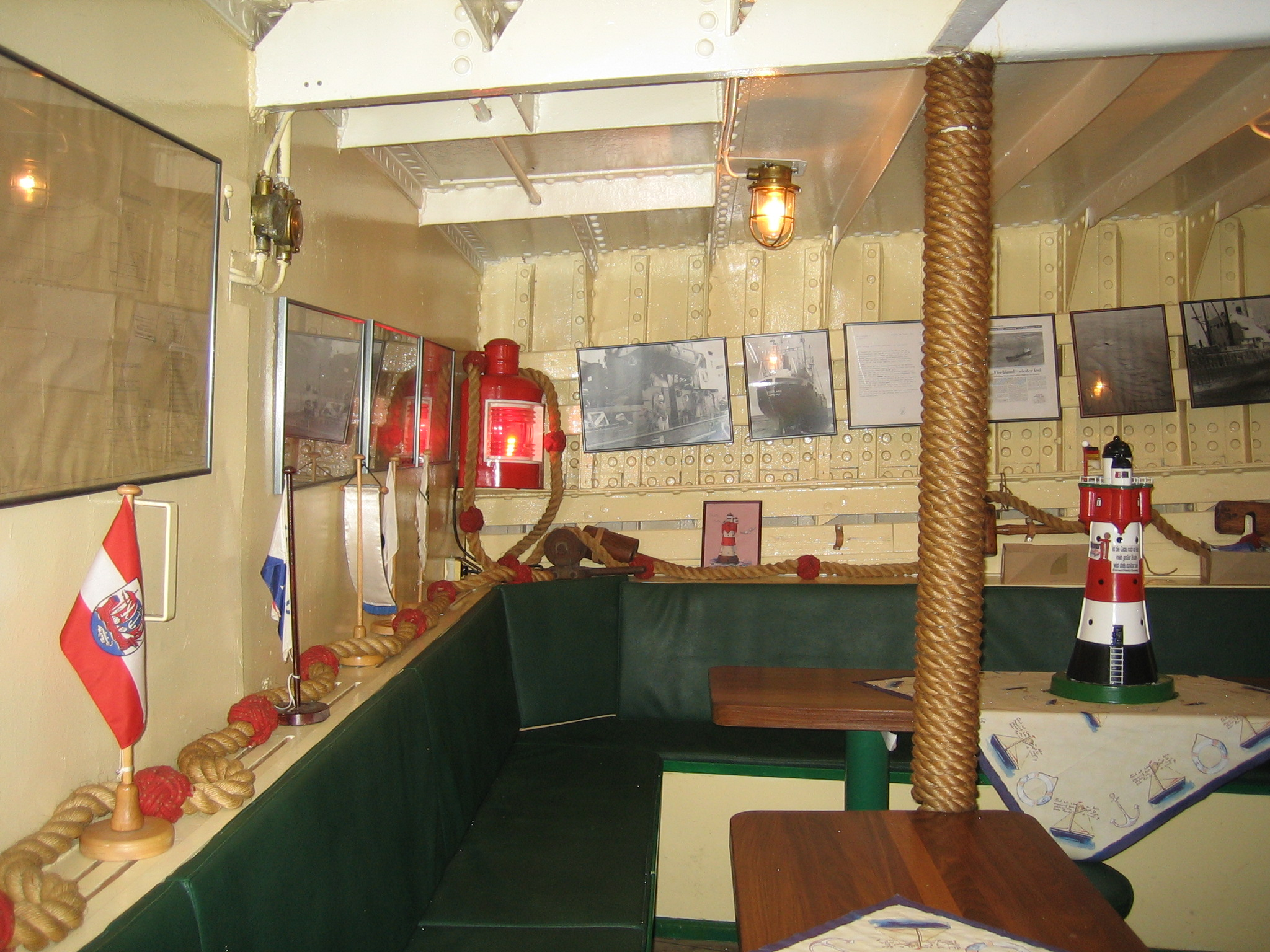
Der zum Grünen Salon umgestaltete Laderaum unter Deck

In den 1990er Jahren musterte man den Schlepper aus. Er wurde mit der Unterstützung der Reederei Schuchmann restauriert, die ihn mittlerweile übernommen hatte. Im Zuge dieser Arbeiten erhöhte sich der Tiefgang von zuvor 1,65 Metern auf 2,14 Meter. Seit Dezember 1994 stand die Goliath im Dienste der „Schiffahrts-Compagnie Bremerhaven e. V.“ und war Teil einer kleinen Flotte von Museumsschiffen, zu der auch der Dampfeisbrecher Wal sowie die Barkasse Quarantäne gehören. 
Seit 1999 wurde die Goliath für regelmäßige Touristenfahrten zum Leuchtturm Roter Sand genutzt. Während der Überfahrt stand es den Passagieren frei, jeden Raum des Schiffes zu betreten, also unter anderem den Maschinenraum, die Brücke, die Küche sowie den zum Grünen Salon umgestalteten Laderaum. Das Heck des Schiffes konnte bei schlechter Witterung mit einer Plane überspannt werden (siehe Foto). Die nicht mehr gebrauchte Bergungswinde befand sich noch auf dem Deck. 
Bei einem Werftaufenthalt Ende 2010 wurde festgestellt, dass die Fahrtsicherheit der Schleppers nicht mehr gewährleistet ist. Aus diesem Grund wurde das Schiff im April 2011 außer Dienst gestellt und die Fahrten zum Leuchtturm Roter Sand für das Jahr 2011 abgesagt. Das Schiff wurde schließlich im Mai 2011 auf der Lloyd-Werft in Bremerhaven verschrottet.